# Towuti
Towuti (indonésky Danau Towuti) je jezero na ostrově Celebes v provincii Jižní Celebes v Indonésii. Kotlina jezera je tektonického původu a je obklopena horami. Je to největší jezero na ostrově. Má rozlohu 600 km². Dosahuje maximální hloubky 203 m. Leží v nadmořské výšce 293 m.

## Vodní režim
Z jezera odtéká řeka do zálivu Boni.

## Osídlení pobřeží
Na břehu leží město Laronda.